# Melangyna fisherii
Melangyna fisherii är en tvåvingeart som först beskrevs av Margaret Walton 1911.  Melangyna fisherii ingår i släktet flickblomflugor, och familjen blomflugor. Inga underarter finns listade i Catalogue of Life.